# 卡尔文·柯立芝
小约翰·卡尔文·柯立芝（英語：John Calvin Coolidge, Jr.，/ˈkuːlɪdʒ/；1872年7月4日—1933年1月5日），第30任美国总统，共和党籍。佛蒙特州律师出身，在麻薩諸塞州政界奋斗多年后成为州长。1920年大选时作为沃伦·盖玛利尔·哈定的竞选伙伴成功当选第29任副總統。1923年，哈定在任内病逝，柯立芝随即递补为总统。1924年大选连任成功。政治上主张小政府，并以古典自由派保守主义而闻名。
柯立芝在任内一扫哈定时期政治丑闻的阴霾，并成功地恢复了公众对白宮的信任，故离任时威望极高。其传记作家这样写道，“他体现了中產階級的精神与希望，他能解读他们的期待和表达他们的意见。他真实代表了大多数人的精神特质这一事实就是证明他力量的最为令人信服的证据。”许多后来针对柯立芝的批评实际上是针对奉行自由放任经济政策的政府，而不是反对其本人。尽管在罗纳德·里根时代其声望有所恢复，但对于政绩的最终评价尚存争议。支持者认可其对政府机构规模的缩减，反对者则相信联邦政府理应更加密切地管控经济。

## 出生与家族史
卡尔文·柯立芝于1872年7月4日生于佛蒙特州温莎县的普利茅斯（Plymoth）。他是迄今为止唯一一位生于美国独立日的总统。父亲约翰·卡尔文·柯立芝（John Calvin Coolidge，1845–1926），母亲维多利亚·约瑟芬尼·穆耳（Victoria Josephine Moor，1846–1885）。他有一个妹妹，阿比盖尔·格雷丝·柯立芝（Abigail Grace Coolidge，1875–1890）。柯立芝家族在新英格兰渊源颇深。先祖约翰·柯立芝早在1630年左右就自英格兰的剑桥移民至今马萨诸塞州的沃特敦。柯立芝的祖母萨拉·阿尔梅达·布鲁厄（Sarah Almeda Brewer）有两个著名的表亲：参议院亚瑟·布朗和妇女投票权活动家奥林匹亚·布朗。
柯立芝的祖父卡尔文·柯立芝曾在普利茅斯的多个地方部门任职。萨拉·布鲁厄也来自新英格兰。柯立芝称他自萨拉继承了北美印第安人的血脉，但没有证据来证实这一说法。
柯立芝的父亲虽是一位农民，但也兼作地方的学校老师和治安法官。他的母亲维多利亚也是一位居住在同镇普利茅斯诺奇村（Plymouth Notch）的农民的女儿。维多利亚患有慢性病（可能是肺结核），在1885年就早早离世了。不过他的父亲却一直活到他走进白宫之后，还主持了他1923年继任急逝的哈定时的宣誓就职仪式。

## 早期生涯

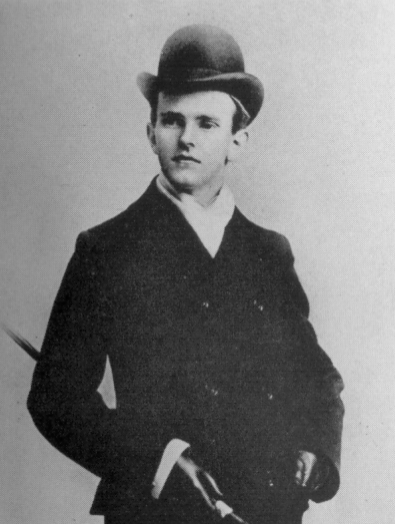
柯立芝于安默斯特学院就学时

### 成为律师
柯立芝就读于安默斯特学院，并在那里加入了Phi Gamma Delta兄弟会。在父亲的敦促下，柯立芝毕业后前往汉普夏县的县治北安普顿，以在那里从事律师业。因为入读法学院学费高昂，柯立芝走了一条当时更为普遍的实习进修路线。他在一家名为哈蒙德和菲尔德（Hammond & Field）的律师事务所当学徒，跟随他们学习法律。事务所的两位创办者约翰·C·哈蒙德（John C. Hammond）和亨利·P·菲尔德（Henry P. Field）均是安默斯特学院的校友。二人帮助柯立芝在北安普顿的司法行业立足。1897年，柯立芝以“乡村律师”身份得以进入律师界。凭借自己的积蓄和从祖父处继承的一笔不大的遗产，柯立芝于1898年在北安普顿开办了自己的律师办公室。他从事涉及交易法的官司，相信为客户服务时最好结果是庭外和解。他工作勤奋，名声鹊起，使得地方银行和其他行业也开始聘用他。

### 婚姻和家庭

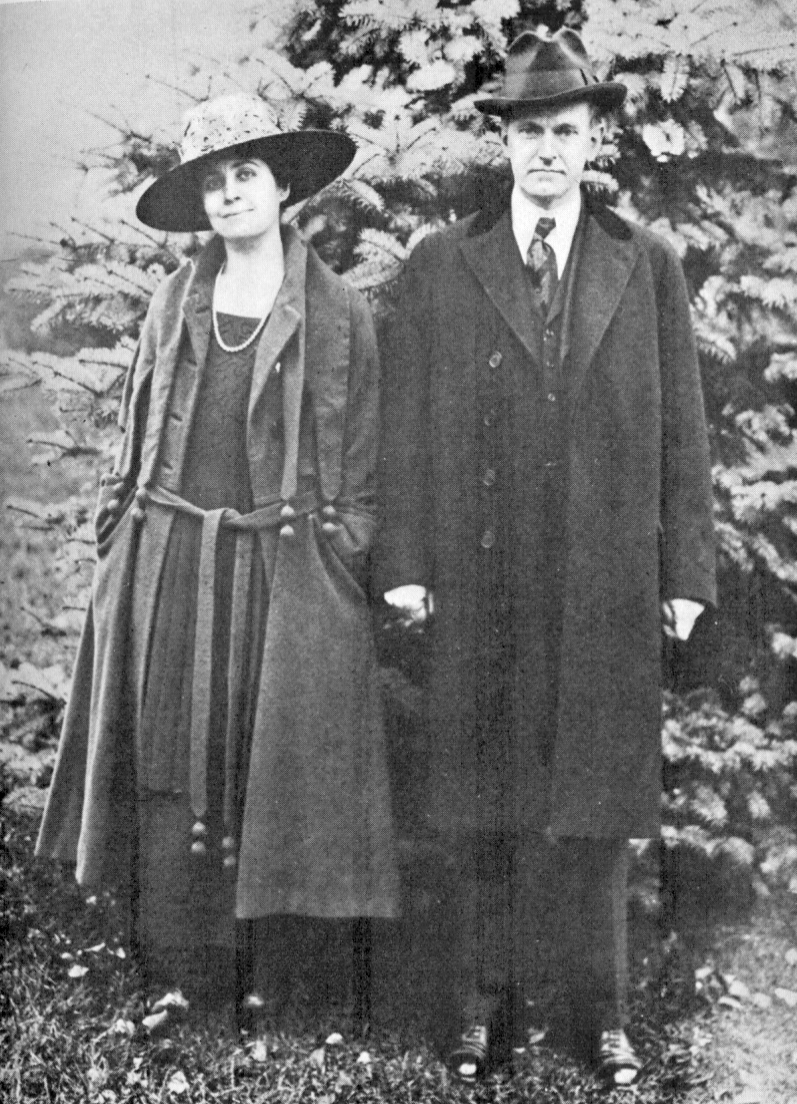
柯立芝夫妇，约1918年

1905年柯立芝遇到了他的终生伴侣，格雷丝·安娜·古德休，二人同年结婚。格雷丝在一所聋哑人学校当老师。1903年的某一天，当格雷丝在校舍外浇花时，她无意地抬起头，恰好透过罗伯特·N·威尔（Robert N. Weir）公寓一面打开的窗户瞥到柯立芝正对着一面镜子刮脸。当时柯立芝光着上身，仅穿着长长的内裤并戴着一顶帽子。后来，经过正式介绍后，两人很快相爱。1905年10月4日，在位于伯灵顿格雷丝父母家的客厅内，两人结婚。
柯立芝夫妇性格迥异。格雷丝健谈、喜欢玩笑，而柯立芝安静而严肃。他们结婚不久后，有一次，柯立芝塞给格雷丝一大包袜子，五十二双，每一条都有很多洞。格雷丝问：“你娶我是为了给你缝袜子吗？”笑也不笑一声的柯立芝一如以往地严肃说道：“不是，不过我发现这很方便。”二人育有二子：约翰生于1906年，小卡尔文生于1908年。他们的婚姻总的来说是幸福的。柯立芝在他的自传中这样写道：“我觉得我们是为对方而生的。这四分之一个世纪，她一直忍受着我的种种缺点，而我为她的种种美德感到喜悦。”

## 初入政界

### 地方官吏
在柯立芝时期，共和党在新英格兰居于统治性地位。与他的前辈哈蒙德和菲尔德一样，柯立芝也在地方政界日益活跃。1896年大选时，柯立芝在当地为威廉·麦金莱摇旗呐喊。此年，他被选入共和党市委员会。1898年，他竞选进入市议会成功。柯立芝于所在选区排行第二，但前三名都会当选。市议会的职务虽无薪俸，却给了柯立芝体验政治世界的机会。1899年他拒绝了重新提名，改为参选市法务官。这是一个由市议会选举产生的职位。他成功获选1900年期的法务官一职，并于1901年连任。这个职务给了他更多的律师经验，并支付600美元的薪水。1902年的法务官选举中一个民主党人当选，柯立芝也重返律师业。然而，不久以后，因法院书记员离世，柯立芝被选为代替他。这个新工作待遇虽好，但使柯立芝无法同时从事律师营业，结果他仅干了一年就离职了。1904年柯立芝遭遇了人生中唯一一次公共选举中的失败，输掉了北安普顿学区委员会的竞选。得知一些邻里投他的反对票是因为他没有孩子在所竞选任职的学区中上学后，柯立芝回应到：“也得给我时间（生）啊！（Might give me time!）”

### 州议员和市长
1906年地方的共和党议会提名柯立芝竞选州众议院议员。柯立芝微弱地战胜了在职的民主党议员，并前往波士顿参加1907年州议会的会期。任期第一年时，柯立芝在一个小委员会活动。他虽然基本上按党派意志投票，但作为一个进步主义的共和党员也投票支持妇女选举权和联邦参议员直选。在波士顿期间，他发现自己在党内主要是和温思罗普·M·克雷恩（Winthrop M. Crane）所代表的州西部派别意见一致，而与亨利·加博·洛吉（Henry Cabot Lodge）的州东部派别时常对立。1907年二度当选。在1908年的会期中，柯立芝变得更加敢言，但还不是立法机构中的一个主要领袖。
但是，柯立芝没有再次寻求连任，而是返回北安普顿竞选因民主党籍前任退休而空下来的市长职位。他在北安普顿深受市民喜欢，并以1597票对1409票击败了他的竞争对手。在他1910-1911年的市长任期中，他提高了教师工资，赎回了部分政府债务，还设法稍微降低了税收。1911年他重获提名，并以一个较上次大一些的优势击败了相同的对手获得连任。

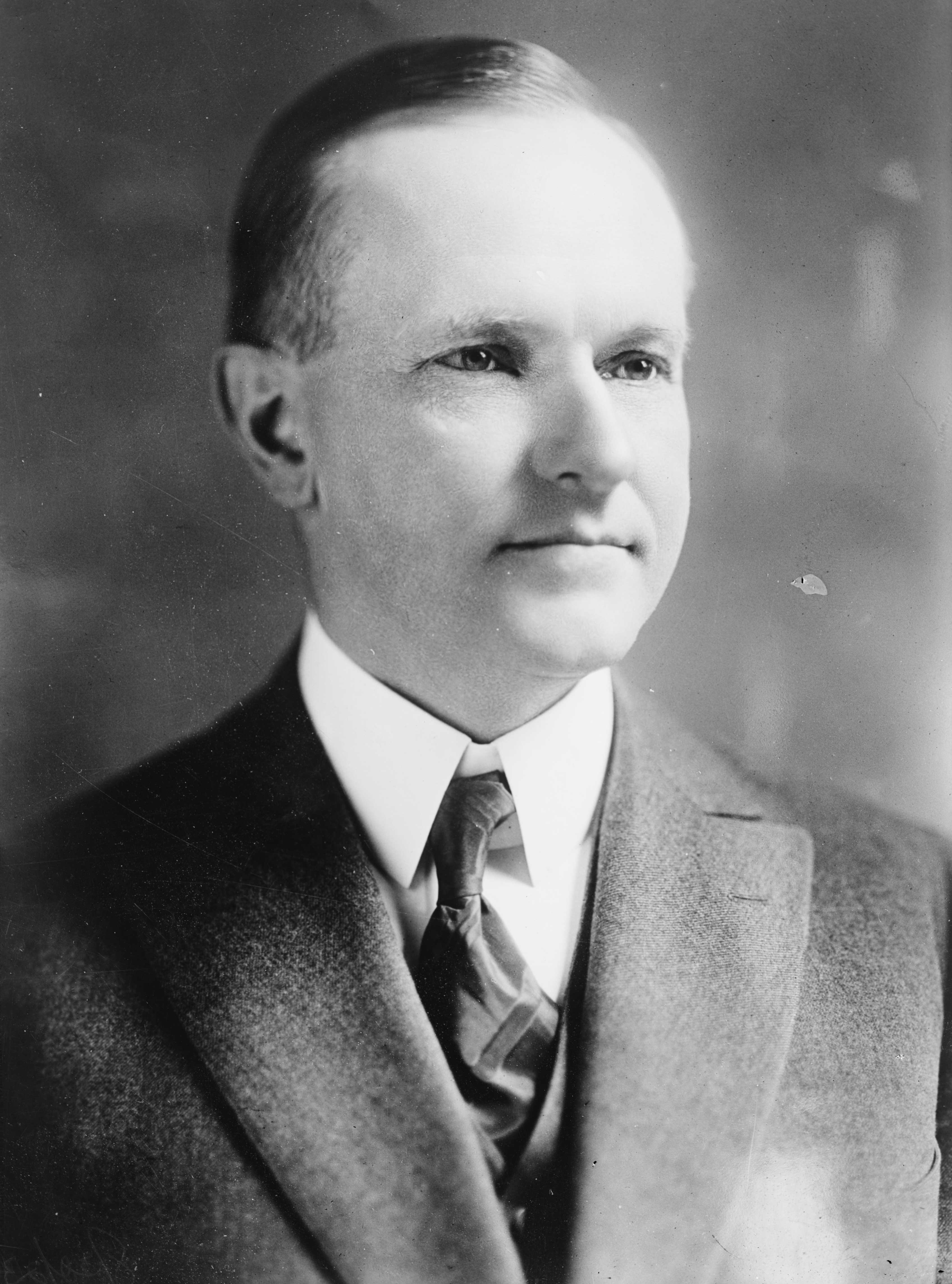
州议员时期的柯立芝。

1911年，代表汉普夏县的州参议员退休并鼓励柯立芝竞选他所空出的职位以参加1912年州议会会期。结果柯立芝以很大的优势战胜了民主党对手成为州参议员。任期一开始，他就被选为一个仲裁委员会的会长，负责调解位于劳伦斯的美国毛织品公司（American Woolen Company）工人组织的“面包与玫瑰”罢工。经过两个月的紧张对峙后，公司接受了仲裁委员会提议的解决办法，答应了工人们的要求。这一年另一件共和党内发生的大事是西奥多·罗斯福的进步主义派和威廉·塔夫脱的保守派间的决裂。尽管柯立芝支持某些进步主义措施，但他反对脱党行为。后来，当新成立的进步党拒绝派出候选人参选参议院选举之后，柯立芝以更大的优势击败民主党对手赢得连任。
1913年的会期略显平淡。这一年柯立芝把大部分时间都花在了由他任主席的铁道委员会上。因为当时的传统是只任两年，柯立芝已打算在1913年会期结束后就退休。但是，由于参议院主席李维·H·格林伍德（Levi H. Greenwood）考虑参选副州长，柯立芝决定再度竞选以成为议院主席。尽管之后格林伍德还是决定参选州参院谋求连任，但柯立芝在克雷恩的帮助下击败了他，当选一个几乎已经分裂的参议院主席。竞选成功后的1914年1月，柯立芝发表了一篇题为《相信马萨诸塞》（Have Faith in Massachusetts）的演讲。在这篇日后被重印成书并经常得到引用的演讲中，柯立芝总结了他关于政府的主张。其中这样说道：
|  | 做今天的工作吧。如果这工作是去保护弱者，不管谁反对，都把它做下去。如果这工作是去帮助一个强大的公司，也做下去。做好被别人喊作顽固分子的觉悟，但不要真地当一个顽固分子。做好被别人称为煽动家的准备，但不要真地当煽动家。当要像科学一样革命时，不必犹豫；当要像乘法表一样保守时，也勿须踌躇。别指望靠把强者拉下马来为弱者撑腰。别急于立法。要给政府机会，让他们能赶上立法的脚步。 |

柯立芝的演讲受到欢迎，并由此引来一些崇拜者。任期快结束时，很多人建议提名他为副州长候选人。1914年，他再度以更大的差额连任参议员，并全票一致通过当选参议院主席。当1915年任期快结束时，以安默斯特学院校友弗兰克·斯登（Frank Stearns）为首的柯立芝的支持者再次鼓动他参选副州长。这一次，他接受了建议。

### 副州长
柯立芝以副州长候选人身份参加初选，并被提名为州长候选人萨缪尔·W·麦考尔（Samuel W. McCall）的竞选伙伴。在共和党初选中，柯立芝始终得票领先，并作为代表西部利益的政客，和主要受东部支持的麦考尔一起确保了竞选组合的平衡。两人最终赢得1915年选举；其中柯立芝以五万票的差距击败了他的对手。
作为副州长，柯立芝几乎没有什么要做的工作。尽管是州长内阁中的一名当然成员，但与别州不同，麻省副州长并不主持州参议院。作为全职官员，自1916年起柯立芝就不再从事律师业。不过他的家人仍生活在北安普顿。1916年和1917年两人又两次连任成功（当时州长、副州长任期皆为一年）。当麦考尔决定他不会再角逐第四个任期后，柯立芝宣布了他自己竞选州长的打算。

## 马萨诸塞州州长

### 1918年选举
在没有反对的情况下，柯立芝被提名为1918年马萨诸塞州州长竞选的共和党候选人。他和他的竞选伙伴、州众院议长和波士顿律师钱宁·考克斯（Channing Cox）的竞选纲领基于前届政府：保守的金融政策，对禁酒的模糊反对，支持妇女选举权，以及支持美国参与欧战。战争问题导致了选民—尤其是爱尔兰裔和德裔选民—的分裂。柯立芝最终以16773票击败对手理查德·H·朗（Richard H. Long）当选。这是他所有州一级选举中胜差最小的一次。

### 波士顿警察罢工
1919年，当闻听波士顿警察局的警察将要组织工会的传言后，警察局长埃德温·U·柯帝士（Edwin U. Curtis）发表了一个声明，称将无法认同这种行为。当年8月，美国劳工联合会正式承认波士顿警察局工会。柯帝士随即宣布警察工会的领导者违抗上级命令并打算撤换他们，但又声言如果在9月4日前工会自动解散他就不会采取行动。波士顿市市长安德鲁·彼得斯（Andrew Peters）说服柯帝士延迟他的撤换令。但柯帝士还是在仅多给了工会区区几天期限后便于9月8日撤了工会领导者的职。
第二天，大约四分之三的波士顿警察走上街头抗议。此前，柯立芝一直关注着冲突的发展，但并未干预。当日和次日晚间，失去法治的波士顿街头發生了零星的暴力事件和骚乱。同情罢工的彼得斯命令国民警卫队驻防波士顿，并撤了柯帝士的职。柯立芝因对彼得斯召唤国民警卫队深感愤怒，终于采取了行动。他调集了更多的警卫队，重新任命柯帝士为警察局长，并亲自管理警察队伍。柯帝士宣布任何罢工者都不会被复职；柯立芝发布命令宣布重新征召警察。
当日晚间，柯立芝收到了美国劳工联合会领导人萨缪尔·龚帕斯的一封电报，其中写道：“无论发生怎样无序的事态，那都是因为柯帝士的命令否认了警察们的权利。”柯立芝公开电复了龚帕斯。这封公开电报（见左侧援引段落）使柯立芝得到了全国性的注意。各地的报纸都报道了他的声明，而他也成为捍卫公共安全的新英雄。这个时候，正是俄国、匈牙利和德国等地相继发生无产阶级革命，美国公众对共产主义扩散感到恐慌的时期。因此，尽管柯立芝因为他的行动而失去了一些工会的朋友，但全国的保守派却看到一颗政治新星的冉冉升起。

### 1919年选举
1919年州长选举，柯立芝和考克斯被提名争取连任。这个时候柯立芝的支持者（尤其是弗兰克·斯登）已在全州乃至全国范围内大加宣传了他在波士顿警察罢工的对应措施，他的一些演讲也付印出版。他的对手和1918年选举相同，依然是理查德·H·朗。不过这一次柯立芝以125101票—约七倍于前次票差的优势将其击败。他在警察罢工中的行动，以及他选战中的大获全胜，开始引起一些关于他将参加1920年总统大选的猜测。

### 作为州长时批准和否决的议案
1919年1月2日柯立芝开始他的第二任期时，欧战已经结束。柯立芝推动议会给麻省老兵分发了100美元的额外补助。他还签署了一项议案将妇女儿童的工作时间由54小时减小为48小时，称“我们必须让工业人性化，否则系统就要崩坏”。他签署了一项保持税率不变的预算案，同时削减了400万美元的政府支出，因而部分偿还了州债。
作为州长，柯立芝也动用过否决权。其中最为著名的一次是他否决了一项将议员收入提高50%的议案。1920年5月，他否决了一项违反宪法第十八修正案（即禁酒法案），计划允许销售酒精度不大于2.75%的饮料的议案。尽管柯立芝本人反对禁酒，但他否决这项议案是迫不得已。他在否决咨文中陈述道：“意见和训令都不能超越宪法。如果抵触宪法，它们将是无效的。”

## 副总统任期

### 1920年大选
1920年共和党全国大会时，与会代表中的绝大多数都是通过州政党会议（party convention）的方式，而不是初选（primary）方式选出的。因此，候选人们大都仅得到地方代表的支持，柯立芝也不例外。他虽然在票选中排到第六位，但有影响的党派头目们对他并无兴趣。经过10轮投票后，共和党选定沃伦·哈定为候选人。而当决定副总统候选人时，主要头目们也拿好了主意：准备提名威斯康星州的埃尔文·林儒特（Irvine Lenroot）为哈定的竞选伙伴。但是，来自俄勒冈州的一位名叫华莱士·麦卡门特（Wallace McCamant）的代表在阅读了《相信马萨诸塞》之后提议选柯立芝。他的建议迅速得到响应，柯立芝也出乎他意料地得到了提名。

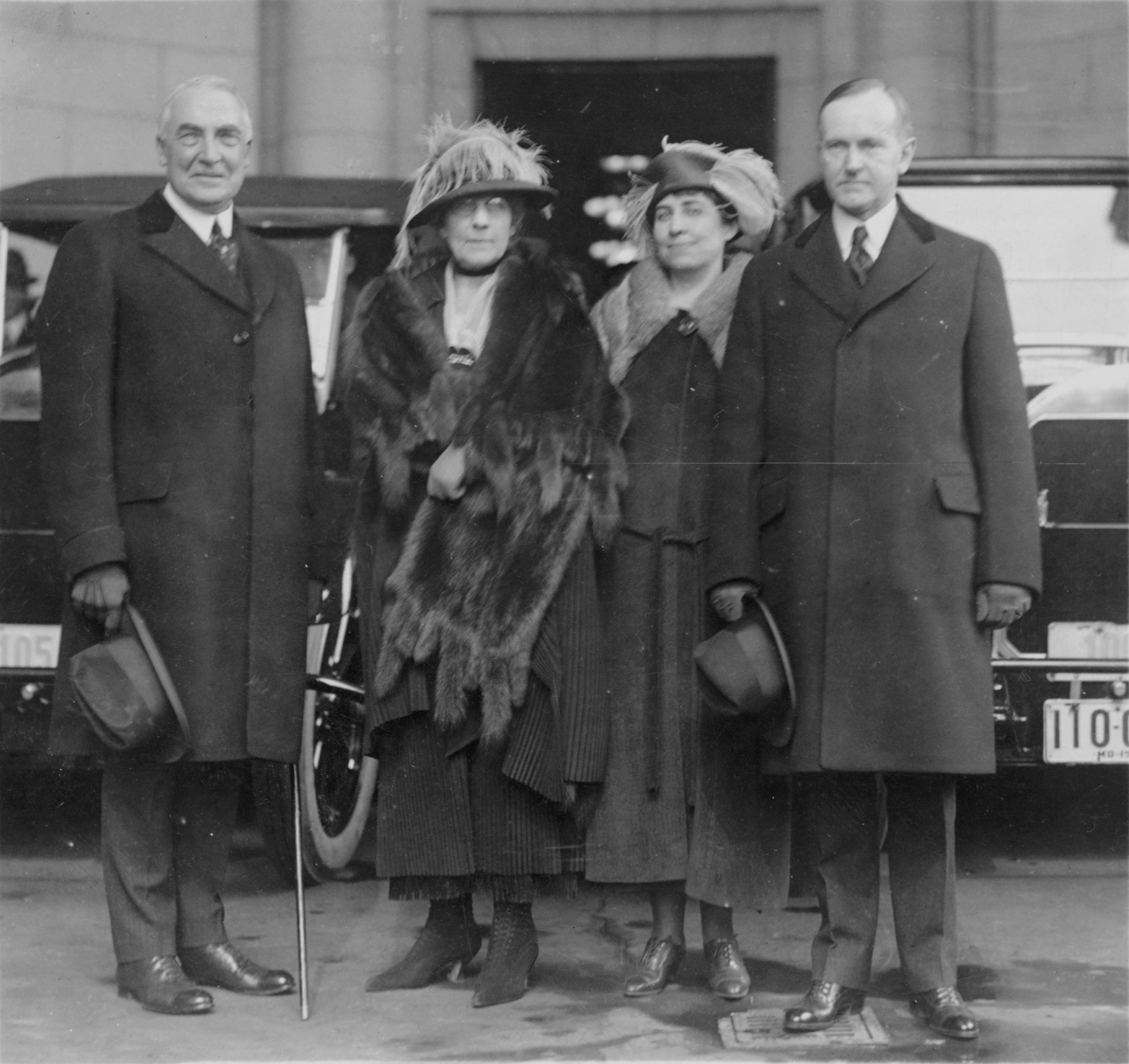
哈定与柯立芝夫妇合影。

以此相对，民主党提名了俄亥俄州州长詹姆斯·米德尔顿·考克斯竞选总统；搭档为时任海军助理部长的富兰克林·罗斯福。在竞选中，加入国联问题和如何对待尚未作结的进步主义运动的遗产成为两个焦点。竞选过程中，哈定以他俄亥俄州马里恩市的家为主要据点，发起所谓“前廊竞选”（Front Porch Campaign）。而柯立芝则跑到美国上南方州、纽约和新英格兰等地拉票。大选在1920年11月2日举行，哈定和柯立芝取得了压倒性的胜利，赢了除南部地区外所有的州。他们还赢得了田纳西州。这是重建时期以来共和党首次赢得此州。

### 沉默的卡尔
虽然副总统并无太多公职可事，但哈定还是邀请他参加内阁会议，这使得柯立芝成为有史以来第一位进入内阁的副总统。他还在全国各地演讲，虽然没有哪一次特别值得纪念。
在副总统任期中，柯立芝和他活泼好动的妻子格雷丝常受邀参加一些小型聚会。在这些聚会中，柯立芝逐渐得到了“沉默的卡尔”这一名声。大概从这个时期开始，产生了许多关于柯立芝的笑话和逸闻。尽管以作为技巧高超和高效的演讲者而闻名，但柯立芝在私下场合几乎不怎么说话，因此常被称作“沉默的卡尔”（Silent Cal，Cal即Calvin）。一个可能是杜撰的故事是这样的：一次，女诗人桃乐茜·帕克（Dorothy Parker）在一次晚宴中坐在柯立芝身边，对他说；“柯立芝先生，我刚和一个朋友打了个赌，他说不可能让你说出超過两个词。”柯立芝回答说：“你输（You lose）。”后来，据说闻听柯立芝病逝时，帕克还说：“他们怎么判断出他死了的？（How can they tell）”柯立芝经常看似对华府的上流社会水土不服。当有人问他为什么还要继续参加如此众多的宴会时，柯立芝答：“总得找个吃饭的地方吧。（Got to eat somewhere）”
柯立芝的沉默者之名在他当总统后依然持续不减。他后来写道：“总统的话分量太大，絕不可恣意乱说。”柯立芝也清楚自己较他人显得拘谨，但他实际上是刻意为之。他有一次对女演员埃塞尔·巴里摩尔（Ethel Barrymore）说：“我想美国人希望他们的总统是头沉默的驴。”不过，他死时却是当时美国历任总统中开总统记者招待会最多的，于其任期内总计达520场。他还是第一个在记者招待会上允许记者后续追问的总统。

## 总统任期

### 哈定去世，柯立芝繼任为总统
1923年8月2日，哈定在加州巡回演讲途中突然病逝。当时，柯立芝正在佛蒙特的家中。因为那里既没有电也没有电话，柯立芝是通过信使得知总统死讯的。柯立芝穿好衣服，念了一段祷文，然后走下楼梯，会见已经大批聚集的记者。8月3日凌晨2时47分，在一盏煤油灯的照明下，柯立芝时任佛蒙特州「公证官」的父亲在家中的门厅里，主持了他的宣誓就职仪式。柯立芝随后上床睡觉，并于第二天返回华盛顿。由于针对由州公证官主持总统就职仪式的合法性存在质疑，柯立芝在華府的美国最高法院法官阿道夫·A·霍灵（Adolph A. Hoehling）的主持下重新进行了宣誓仪式。（切斯特·艾伦·阿瑟继任遇刺身亡的詹姆斯·艾布拉姆·加菲尔德时也遇到了一个多少相似的状况。）

### 完成哈定的任期
国家对于新总统的情况不甚了了；一些人预计柯立芝将在1924年大选中被取而代之。柯立芝任命他的副总统幕僚、马萨诸塞州共和党组织干部爱德华·T·克拉克（Edward T. Clark）以及弗吉尼亚州众议员、颇有经验的联邦官员C·巴斯康姆·斯莱普（C. Bascom Slemp）为他的总统秘书（相当于今天的白宫主管一职）。尽管许多哈定指派的内阁官员都丑闻缠身，但柯立芝声明他将不会要求这些人辞职。他相信既然人们选了哈定作总统，他就应该继续哈定的任期，至少到下次大选。

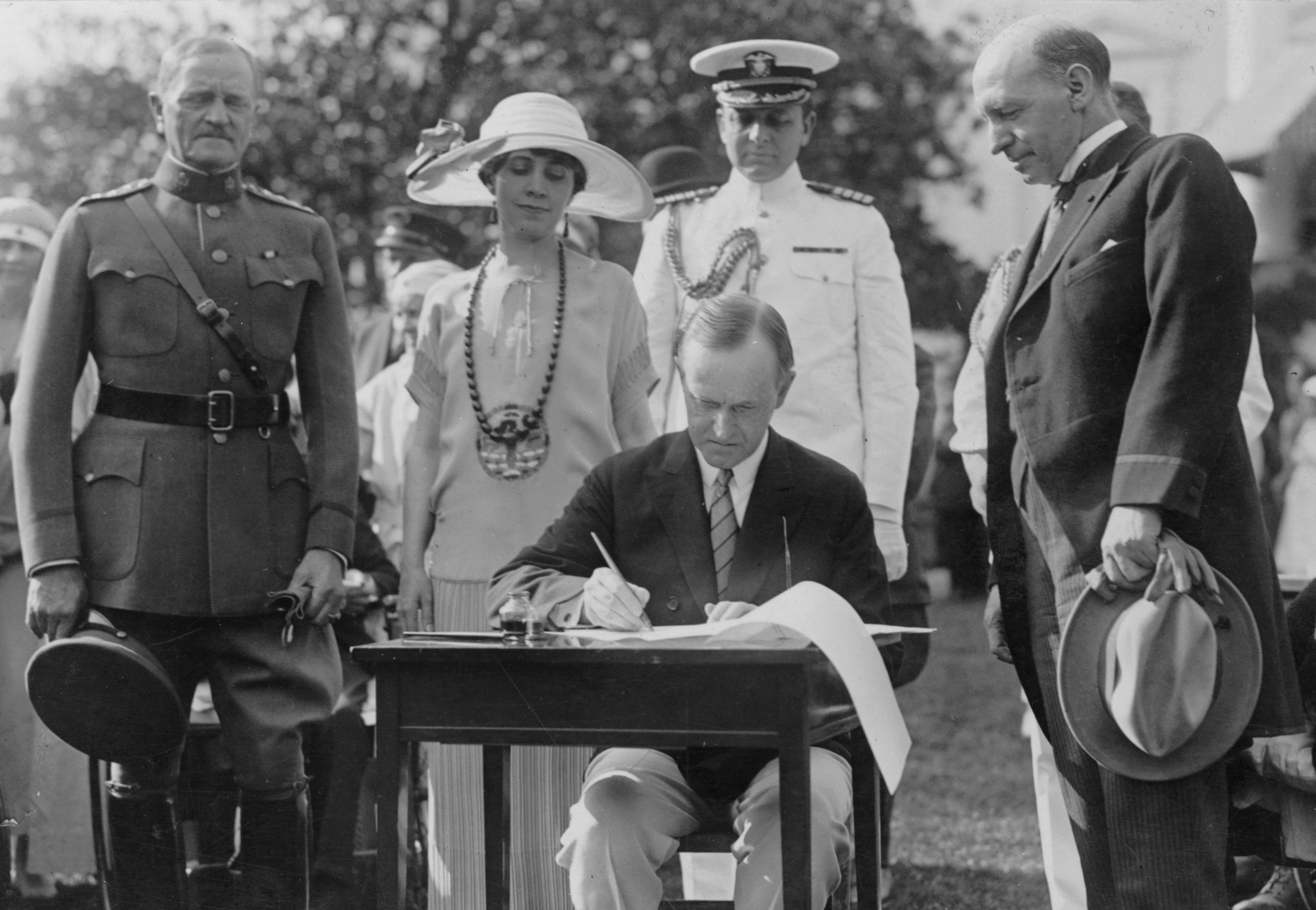
柯立芝在签署移民法和其他法案。

1923年12月6日柯立芝于国会重新召集时发表了演讲，演讲的内容大多附和哈定时期的主题，包括限制移民以及主张政府干预当时正在进行的宾夕法尼亚煤炭工人罢工。柯立芝继任一个月之后，政府公告了《华盛顿海军条约》，在国内引来良好反响。1924年5月，尽管被柯立芝否决，但国会还是通过了一项为一战老兵提供补助金的法案。当年晚些时候柯立芝签署了一项旨在排除亚洲移民的新移民法，但他也在签署的同时附上了一个声明，表示对议案限制日籍移民的不满。在1924年共和党大会召开前，还签署了一项新的收入法案，其中降低了个人所得税，提高了不动产税并新增了赠予税以强化交易税系统。

### 1924年大选
1924年6月10日至12日，共和党全国大会于克利夫兰召开。柯立芝在第一轮投票中就被获得最终提名。大会还于第二轮投票提名前伊利诺伊州州长佛兰克·洛登（Frank Lowden）为副总统候选人，但洛登通过电报拒绝了提名。于是在第三轮投票中，前陆军准将查尔斯·盖茨·道威斯被选中为柯立芝的搭档。道斯接受了提名。
随后，民主党全国大会于6月24日至7月9日在纽约召开。大会很快就陷入了僵局。最终，经过103轮投票后，各州代表最终通过了一个妥协方案，提名威尔逊时期的联邦首席检察官、后又任驻英大使的约翰·W·戴维斯（John W. Davis）为总统候选人，內布拉斯加州州长查尔斯·W·布莱恩（Charles W. Bryan，著名政治家和三届民主党总统候选人威廉·詹宁斯·布莱恩的弟弟）为副总统候选人。此时，由于共和党资深参议院罗伯特·拉福莱特脱党另成立了进步党与共和党分庭抗礼，民主党感到胜算大增。许多人相信，共和党的这次分裂将使他们重蹈1912年大选的覆辙。
全国大会后不久柯立芝便被一次严重的悲剧打击。他的小儿子卡尔文（Calvin, Jr.）在白宫网球场打球时磨出了水泡，随后因伤口感染病逝。柯立芝自此变得愈发消沉。他后来曾说：“当他死时，作为总统的权力与荣耀也随他而逝了。”不过，柯立芝还是抑制住悲伤，展开他的传统式的竞选活动。竞选中，柯立芝从不恶意攻击他的竞争对手，甚至都很少提及他们的名字。他只是通过演讲（一些是通过广播发表的）阐述自己的政府论。这很有可能是自1896年以来最为低调的竞选，这大概既因为柯立芝的丧子之痛，也因为他天然的不愿与别人冲突的性情。不过，其他候选人还是遵循更现代的方式进行了各自的选举活动。最后，尽管共和党发生了分裂，但大选结果却几乎和1920年如出一辙：柯立芝和道斯赢了南方州和拉佛莱特的家乡、威斯康星州以外所有的州。他得到了250万张普选票，比其他两个竞争者的总和还要多。

### 国内政策

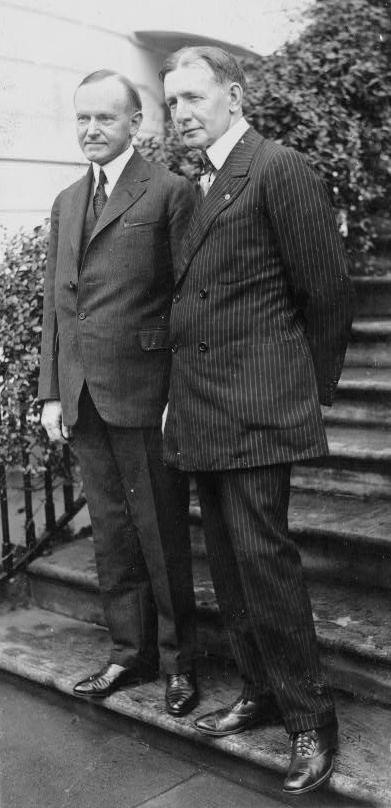
柯立芝与副总统查尔斯·盖茨·道斯在一起。

柯立芝的任期正值美国经济高速增长的年代，即所谓“咆哮的二十年代”。他的经济政策常被人错误地援引作：“总的来说，美国人的事就是做买卖。（generally speaking, the business of the American people is business）”虽然一些评论家批评柯立芝是一个教条主义的自由放任经济政策理论家。历史学家罗伯特索贝尔（Robert Sobel）则指出了一些基于柯立芝的联邦主义观念的历史背景。他说：
当马萨诸塞州州长时，柯立芝支持关于工资和工作时间的立法，反对童工，于一战中施加经济控制，赞成工厂引入安全措施，甚至支持在公司董事会中加入工人代表。他当总统时支持过这些措施吗？没有。因为在1920年代，这样的事情被认为是州和地方政府的责任范畴。
柯立芝和他的财政部长安德鲁·W·梅隆的税务政策的核心是：减税、减少纳税人数。在这一问题上国会与政府取得了一致意见，美国人的税务负担也在柯立芝的任期内相应地得到减少。除了减税外，柯立芝还提议减少联邦政府开支和减少联邦债务。为此，他拒绝签署了一些已由国会批准的花销。1926年，柯立芝还否决了麦克纳利-豪根农田救济法案（McNary-Haugen Farm Relief Bill）。该法案旨在允许联邦政府购买农产品盈余并在国外市场低价出售以确保国内农产品价格免于受到欧洲战后复兴农业的冲击。柯立芝称农业必须立足于“一个独立的商业基础（on an independent business basis）”之上，还说“政府控制无法和政治控制分离。”他支持赫伯特·胡佛的通过实现农业现代化、而不是操作市场价格来增加农民收益的建议。1927年，当国会再次通过麦克纳利-豪根案后，柯立芝二度将其否决。“农民永远挣不了大钱，”柯立芝，一个佛蒙特州农民的儿子，这样说道，“我不认为我们能在这上面帮太多。”
柯立芝常因为他在1927年密西西比大洪水时的对应措施而受到批评。这场洪水是墨西哥湾沿岸地区在2005年卡特里娜飓风之前所遭遇的最为严重的一起自然灾害。虽然柯立芝最终任命商务部长赫伯特·胡佛负责灾后救济，他还是因为缺乏兴趣由联邦主导进行防洪而受到很多政治中伤。柯立芝认为亲自走访受灾地区除了政治作秀外别无其他价值，而且这只能增加为救灾所迫切需要的政府开销。国会期望通过一项议案，以使联邦政府能完全控制灾后事务；而柯立芝则希望业主自担大部分损失。当1928年国会通过了一项妥协案后，柯立芝拒绝将其归功于他的努力，而只于5月15日在非公开场合签署了该项议案。
柯立芝反对私刑和三K党。在他的任期内，三K党的影响力已逐渐减退。

### 外交政策
尽管柯立芝不是一位孤立主义者，但他并不情愿让美国与外国结盟。他把1920年总统大选时共和党的大获全胜视作人民对民主党主张的美国加入国联的一次拒绝。不过，柯立芝也并非反对国联，只是认为当时国联的构成不完全符合美国的利益，因此他并不提倡加入该组织。他更倾向于让美国加入常设国际法院（国联附属的司法机构），但条件是法院的司法裁判不具强制性。参议院最终于1926年有保留地通过了加入常设国际法院的议案。国联同意了保留条件，但也相应的提出了自己的修改意见。参院并未作出回应，自此美国也就再也没能加入国联。
柯立芝最著名的倡议是之后于1928年在巴黎签署的《凯洛格—白里安公约》，也称《非战公约》。该公约要求包括美、英、法、德、意、日在内的签字国“放弃以战争作为处理对外关系中之国家政策的手段”。美国于1929年批准了该公约。这个公约虽然未能实现其既定目标—战争的非法化，但确为二战后的国际法提供了基础原则。
柯立芝延续前任的政策，拒绝承认苏联。他还继续支持墨西哥当选政府镇压叛军，解除了对该国的军事禁运，并任命其密友德怀特·莫罗（Dwight Morrow）为美国驻墨大使，实现了外交关系的正常化。在古巴哈瓦那的泛美国家会议上，柯立芝作为美国总统出席。这是他成为唯一在任内出访古巴的美国总统。虽然在柯立芝任内美国继续武装占领尼加拉瓜和海地，但他也于1924年命令从多米尼加共和国撤军。

### 1928年大选
柯立芝决定不再争取提名参加1928年大选。他以文字方式像往常一样简洁地告知记者：“我决定不在1928年競选总统。（I do not choose to run for President in 1928.）”。他还进一步补充说：“如果我再作一个任期，我就得在白宫待到1933年...十年，比其他任何一个当过总统的人都长—太长了！”在他的回忆录中，柯立芝如此解释他的决定：“总统这个职位给那些据有过此职的人们以及他们所爱的人带来了巨大的代价。虽然我们不应该拒绝服务我们的国家或被她所征用，但去尝试一件我们感到只有超越我们的力量才能完成的事情是危险的。”离职后，和格雷丝返回了北安普敦的老家，在那里撰写他的回忆录。共和党则在1928年大选时再次保住了白宫，新总统正是柯立芝内阁的商務部长赫伯特·胡佛。
柯立芝对于选择胡佛为继任者一事态度冷淡。一次他还说：“六年来那个人总是给我些不请自来的建议—全都是坏主意。”尽管如此，柯立芝也无意公开反对人气正旺的胡佛，以免共和党再遭分裂之虞。代表们曾考虑继续提名查尔斯·道斯为副总统候选人，但大会还是最终选择参议员查尔斯·柯蒂士为胡佛的竞选伙伴。

### 广播与电影

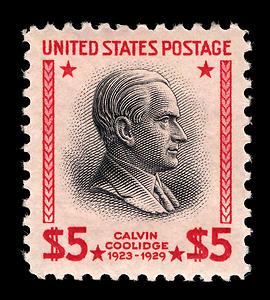
1938年柯立芝普通邮票

尽管为人沉默寡言甚至有些孤寂遁世，柯立芝在他当政时大量地使用了广播这种新媒体，数次创造广播的新历史。他接受记者的提问，开了529次记者招待会，会见记者的次数比之前和之后的历任总统都多。
柯立芝的就职是美国历史上首次通过广播进行现场直播的总统就职。1923年12月6日，他成为第一个发表全国广播的国会演说的总统。1924年2月22日，他首次通过广播发表了总统政治演讲。
1924年8月11日，李·德佛瑞斯特（Lee De Forest）在白宫草坪上使用他所发明的胶片录音技术为柯立芝拍摄了一部电影，片题：《柯立芝总统，摄于白宫草坪》（President Coolidge, Taken on the White House Lawn）。这使得柯立芝成为有史以来第一位出现在有声电影中的总统。
1926年发行的建国150周年50美分纪念币采用了柯立芝的形象。柯立芝也因此成为迄今唯一一位在有生之年其肖像出现在钱币上的美国总统。柯立芝死后，他的形象还出现在一枚以他为主题的普通邮票上（见右图）。

### 内阁名单

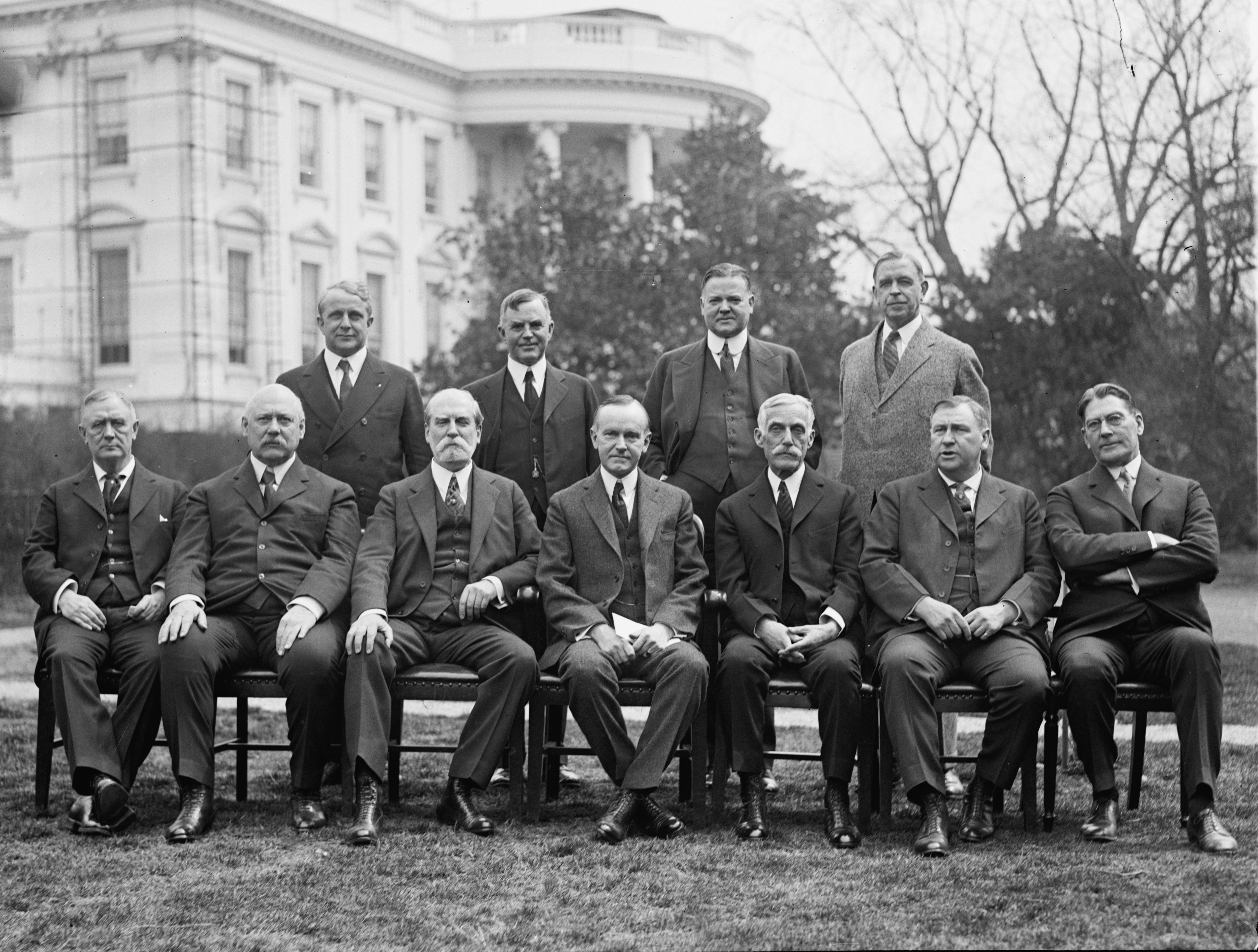
柯立芝1924年内阁，摄于白宫外。
前排左起：哈利·斯图尔特·纽、约翰·W·威克斯、查尔斯·埃文斯·休斯、柯立芝、安德鲁·威廉·梅隆、哈伦·菲斯克·斯通、柯蒂士·D·威尔伯
后排左起：詹姆斯·J·戴维斯、亨利·坎特威尔·华莱士、赫伯特·胡佛、休伯特·沃克

| 職位     | 姓名                 | 任期      |
| -------- | -------------------- | --------- |
| 總統     | 卡尔文·柯立芝        | 1923–1929 |
| 副總統   | 空缺                 | 1923–1925 |
|          | 查尔斯·盖茨·道威斯   | 1925–1929 |
|          |                      |           |
| 國務卿   | 查尔斯·埃文斯·休斯   | 1923–1925 |
|          | 弗兰克·B·凯洛格      | 1925–1929 |
| 財政部長 | 安德鲁·威廉·梅隆     | 1923–1929 |
| 戰爭部長 | 约翰·W·威克斯        | 1923–1925 |
|          | 安德鲁·威廉·梅隆     | 1925–1929 |
| 司法部長 | 哈里·M·多尔蒂        | 1923–1924 |
|          | 哈伦·菲斯克·斯通     | 1924–1925 |
|          | 约翰·G·萨金特        | 1925–1929 |
| 郵政部長 | 哈利·斯图尔特·纽     | 1923–1929 |
| 海軍部長 | 埃德温·登比          | 1923–1924 |
|          | 柯蒂士·D·威尔伯      | 1924–1929 |
| 內政部長 | 休伯特·沃克          | 1923–1928 |
|          | 罗伊·O·韦斯特        | 1928–1929 |
| 农业部長 | 亨利·坎特威尔·华莱士 | 1923–1924 |
|          | 霍华德·M·戈尔        | 1924–1925 |
|          | 威廉·M·查顿          | 1925–1929 |
| 商業部長 | 赫伯特·胡佛          | 1923–1928 |
|          | 威廉·F·怀庭          | 1928–1929 |
| 勞工部長 | 詹姆斯·J·戴维斯      | 1923–1929 |

### 法官任命

#### 最高法院
柯立芝仅于1925年为最高法院任命了一名法官，哈伦·F·斯通（Harlan Fiske Stone）。斯通是柯立芝的安默斯特学院校友，并曾任哥伦比亚法学院院长。1924年，柯立芝任命他为司法部长，1925年起改任最高法院法官。他后于1941年被富兰克林·罗斯福任命为首席大法官。

#### 其他法院
除任命一名最高法院法官外，柯立芝还成功提名了17名上诉法院法官和61名地方法院法官。他还给一些特别法庭任命了法官。这其中就包括于1928年被任命至海关法庭的吉纳维芙·R·克莱恩（Genevieve R. Cline），她成为美国第一位女联邦法官。

## 退休和病逝
结束总统任期后，柯立芝还担任非党派铁路委员会主席、盲人基金会名誉主席、纽约人寿公司董事、美国古董协会会长、以及安默斯特学院理事。贝兹学院还授予他为名誉法学博士。
1929年柯立芝发表自传，并在1930年至1931年间为辛迪加报业专栏《卡尔文·柯立芝说》（Calvin Coolidge Says）供稿。1932年大选前夕，眼见共和党败局已定，有人开始反对提名胡佛连任，并坚持推举柯立芝为候选人。但柯立芝明确表示他无意再次参选，并称将公开斥责任何推举他的行为。最终，胡佛得到再次提名，柯立芝还发表了数次广播演讲给予支持。
1933年1月5日中午12点45分，柯立芝因心脏病突发，在北安普敦的家中病逝，享年61歲。此前不久，他还对一位老朋友说：“我感觉我已经配合不上这个时代了。（I feel I am no longer fit in these times）”
柯立芝安葬在佛蒙特州普利茅斯诺奇村的诺奇公墓中，与家人的墓地为伴。他的墓碑十分朴素。今天，这片墓地作为博物馆得到政府的维护，附近还有一个参观者中心，这是州政府为纪念1972年7月4日其百岁诞辰而修建的。柯立芝在1928年考察佛蒙特州时发表的一篇表达他对家乡热爱之情的演讲被镌刻在位于蒙彼利埃的州议会铭文大厅内。

## 轶事
在生物學及心理學中，有以柯立芝命名的“柯立芝效應”（英語：Coolidge effect）。该效应是指雄性（以及少數情況指雌性）動物對於新出現的異性有較高的交配意願。命名与下面的一则笑话有关：
⋯⋯有個關於卡爾文·柯立芝任於美國總統的老笑話⋯⋯當時總統先生（指柯立芝）與其夫人格雷絲·柯立芝正在分頭參觀一處政府成立的實驗農場。總統夫人來到雞舍時，她注意到一隻公雞十分頻繁地與母雞交配，於是她向招待她的隨從詢問這種情況是否經常發生，而隨從回答「每天幾十次。」於是總統夫人交代：「當總統先生到達時，請把這件事實告訴他。」隨後，總統先生得知此消息，問道：「每次都是和同一隻母雞嗎？」隨從回道：「不，每次都與不同的母雞。」於是總統先生告訴隨從：「請把這件事實告訴我的夫人。」
这则笑话可能是杜撰的小故事。

### 一手资料
- Coolidge, Calvin. Have faith in Massachusetts; a collection of speeches and messages（演讲与咨文集）
- Coolidge, Calvin. The Autobiography of Calvin Coolidge (1929)（自传）, ISBN 978-0-944951-03-3.
- The Talkative President: The Off-the Record Press Conferences of Calvin Coolidge edited by Howard H. Quint and Robert H. Ferrell (1964)（页面存档备份，存于）

### 二手资料
- Barry, John M., Rising Tide: The Great Mississippi Flood of 1927 and How It Changed America (1997), ISBN 978-0-684-84002-4.
- Brandes, Joseph, Herbert Hoover and Economic Diplomacy. (1962)
- Ferrell, Robert H., The Presidency of Calvin Coolidge (1998), ISBN 978-0-7006-0892-8.
- Fuess, Claude M., Calvin Coolidge: The Man from Vermont (1940), ISBN 978-0-8371-9320-5.
- Greenberg, David, Calvin Coolidge, The American Presidents Series, (2006), ISBN 978-0-8050-6957-0.
- Hannaford, Peter, The Quotable Calvin Coolidge (2001), ISBN 978-1-884592-33-1.
- McCoy, Donald, Calvin Coolidge: The Quiet President (1967), ISBN 978-0-945707-23-3.
- Russell, Francis, A City in Terror: Calvin Coolidge and the 1919 Boston Police Strike (1975), ISBN 978-0-8070-5033-0.
- Silver, Thomas B., Coolidge and the Historians（页面存档备份，存于） (1983), ISBN 978-0-89089-038-7.
- Sobel, Robert, Coolidge: An American Enigma (1998), ISBN 978-0-89526-410-7.
- White, William Allen, A Puritan in Babylon: The Story of Calvin Coolidge (1938)（页面存档备份，存于）, ASIN B000O16342.
- Wilson, Joan Hoff, Herbert Hoover, Forgotten Progressive (1975), ISBN 978-0-316-94416-8.

## 外部連結
维基共享资源上的相關多媒體資源：卡尔文·柯立芝
| 美国政治职务              | 美国政治职务                  | 美国政治职务              |
| ------------------------- | ----------------------------- | ------------------------- |
| 前任： 沃伦·盖玛利尔·哈定 | 美国总统 1923年－1929年       | 繼任： 赫伯特·胡佛        |
| 前任： 托马斯·R·马歇尔    | 美国副总统 1921年－1923年     | 繼任： 查尔斯·盖茨·道威斯 |
| 前任： 塞缪尔·W·麦考尔    | 麻薩諸塞州州长 1919年－1921年 | 繼任： 钱宁·H·考克斯      |